# 皮赫姆區
皮赫姆區（俄语：Пий-Хемский кожуун），圖瓦語音譯「毕-海姆」，是俄羅斯圖瓦共和國的一個區，位於該國南部，面積約9,200平方公里，2010年人口10,092，人口密度每平方公里1.1人。行政中心为图兰。

## 外部連結
- http://xn----jtbhccdfpwz5b.xn--p1ai/ （页面存档备份，存于）